# Hrabě Monte Crazy
Hrabě Monte Crazy je česká alternative rocková/metalová kapela. V jejich hudbě lze najít prvky heavy metalu, hard a progressive rocku ale také nové vlny nebo popu. Skupina je charakteristická používáním nepravidelných taktů, kombinováním rockových a metalových riffů se syntezátory, údernými texty, které často komentují a zesměšňují lidskou morálku a občasnou výraznou kostýmovou prezentací během koncertů. 

## Historie
Na přelomu roku 2017 a 2018 vznikla mezi kytaristou a zpěvákem Pavlem Marečkem a klavíristou Markem Peňázem idea založení nového projektu. K této dvojici muzikantů (kteří doteď zůstávají hlavním tvůrčím jádrem skupiny) se postupně přidali baskytarista Michal Mareček, kytarista Štěpán Chodil a bubeník Štěpán Kutílek.
Během let 2018 a 2019 nahrála kapela několik singlů, které zveřejnila na portálu bandzone.cz a k eponymní písni Hrabě Monte Crazy natočila svůj první klip, který byl zveřejněn v dubnu téhož roku. V září pak vyšel druhý videoklip k písni Rybolov s Jakubem Kořenem. V této písni kapela odstoupila od svého typického stylu ve prospěch popovějšího zvuku, tento posun ovšem nebyl v další tvorbě následován.
V červnu 2020 vydali Hrabě Monte Crazy své debutové album s názvem Smrt Muzice, které bylo nejdříve zveřejněno na streamovací platformě Spotify a o dva týdny později i na YouTube. Stylově zde kapela navazuje na své první singly, skladby jsou ovšem propracovanější a instrumentálně i textově zajímavější a různorodější. Rockové a metalové riffy jsou doprovázeny klavírem, který je občas vystřídán různými syntezátory nebo digitálními smyčcovými nástroji. Ve stejném roce se také kapela stala absolutním vítězem soutěže Skutečná liga, což jim přineslo možnost nahrát další desku.
Po nucené pauze, která byla vyvolaná epidemií covidu-19, vydala skupina v únoru 2022 své druhé studiové album Meziplanetární brouk, které pokřtila v květnu téhož roku v novoměstském kulturním domě. Stylově se kapela posunula blíže k nové vlně, zejména mnohem výraznější rolí syntezátorů, přičemž typický syrový background v písních zůstal. Ve stejném duchu se nesl i zatím poslední vydaný singl Deformace. 
Na konci roku 2022 kapela oznámila odchod kytaristy Štěpána Chodila, kterého nahradil Petr Smetana. Poslední koncert v původní sestavě odehráli Hrabě Monte Crazy 12. listopadu 2022 v Novém Městě na Moravě. 
17. března 2024 vydala kapela svoje první EP s názvem Monstrum. Ačkoliv HMC na tomto albu udržují prvky typické pro předchozí tvorbu, oproti LP Meziplanetární brouk se výrazně snížila role kláves, kapela se odklonila od novovlnného zvuku směrem k progresivnímu rocku/metalu a prodloužila svoje kompozice. 
Chvíli po vydání EP Monstrum oznámil svůj odchod bubeník Štěpán Kutílek. Nahradil ho Lukáš Müller, který s kapelou odehrál první koncert 15. června 2024. Oproti Kutílkovi je Müllerovo hraní víc zaměřeno na groove, přesto technická zdatnost a výrazné přechody zůstaly. 

## Členové

### Současní členové
- Pavel Mareček – zpěv, elektrická kytara
- Petr Smetana – elektrická kytara
- Marek Peňáz – klavír, varhany, syntezátory, doprovodné vokály
- Michal Mareček – elektrická baskytara
- Lukáš Müller – bicí

### Bývalí členové
Štěpán Chodil – elektrická kytara
Štěpán Kutílek - bicí

## Diskografie

### Studiová alba
- Smrt Muzice (2020)
- Meziplanetární brouk (2022)

### EP
- Monstrum (2024)

### Singly
- Hrabě Monte Crazy (2019)
- Rybolov s Jakubem Kořenem (2019)
- Deformace (2022)
- Zbytečná láska (2024)